# Халиль Рыфат-паша
Халиль Рыфат-паша (тур. Halil Rıfat Paşa, 1827—1901) — великий визирь Османской империи.

## Биография
Халиль Рыфат родился в 1827 году в Фессалониках, учился в медресе, затем окончил высшую школу гражданского управления «Мектеб-и Мюлькие» в Стамбуле. Постепенно продвигаясь снизу вверх по бюрократической лестнице, он в 1882 году стал правителем Видинского района, в 1885 году стал губернатором Измира, в 1885—1886 — Сиваса, в 1887 — Монастира, в 1889—1891 годах опять был губернатором провинции Сивас. Он прославился тем, что в сложных условиях центральной Анатолии построил большое количество дорог и мостов, сделав возможным более лёгкое путешествие по суше через Турцию. В 1893 году был назначен министром внутренних дел.
В 1895 году султан Абдул-Хамид II сделал Халиль Рыфата-пашу великим визирем. Именно при нём случилась резня армян в Сасуне 1895 года, восстание греков на Крите в 1896 году, греко-турецкая война 1897 года. В 1901 году Халиль Рыфат-паша умер в Стамбуле, великим визирем вместо него стал Кючюк Мехмед Саид-паша.